# 능교초등학교
능교초등학교는 대한민국 전북특별자치도 정읍시 산내면 능교리에 있는 공립 초등학교이다.

## 학교 연혁
- 1934년 6월 3일 능교공립보통학교(4년제) 개교(설립인가 5월 11일)
- 1938년 4월 1일 능교공립심상소학교로 개칭[1]
- 1941년 4월 1일 능교공립국민학교로 개칭[2]
- 1943년 4월 1일 6년제 인가
- 1950년 4월 1일 능교국민학교로 개칭[3]
- 1965년 10월 30일 현 위치로 교사 신축 이전
- 1988년 3월 1일 두월분교, 산내분교, 매죽분교 편입
- 1993년 3월 1일 매죽분교 통합
- 1993년 3월 1일 종성분교 편입
- 1995년 3월 1일 종성분교 통합
- 1995년 3월 1일 장금분교 편입
- 1996년 3월 1일 능교초등학교로 개칭[4]
- 1997년 3월 1일 장금분교, 두월분교, 산내분교 통합
- 2019년 2월 15일 제82회 졸업 3명(총 3,736명)
- 2020년 2월 14일 제83회 졸업 3명(총 3,739명)
- 2019년 9월 1일 이진선 교장 부임(제25대)

## 참고 자료
- 능교초등학교 - 한국교육학술정보원 학교알리미